# Meisterschaft von Zürich 1977
Il Meisterschaft von Zürich 1977, sessantaquattresima edizione della corsa, si svolse l'8 maggio 1977 su un percorso di 250 km. Venne vinto dall'italiano Francesco Moser, che terminò in 6h36'42".

## Ordine d'arrivo (Top 10)
| Pos. | Corridore        | Squadra     | Tempo    |
| ---- | ---------------- | ----------- | -------- |
| 1    | Francesco Moser  | Sanson      | 6h36'42" |
| 2    | Ronald De Witte  | Brooklyn    | s.t.     |
| 3    | Walter Godefroot | Ijsboerke   | a 2'29"  |
| 4    | Eddy Merckx      | Fiat France | s.t.     |
| 5    | André Dierickx   | Maes Pils   | s.t.     |
| 6    | Frans Verbeeck   | Ijsboerke   | s.t.     |
| 7    | Willy De Geest   | Brooklyn    | s.t.     |
| 8    | Bruno Wolfer     | Zonca       | s.t.     |
| 9    | Albert Zweifel   | Sempione    | s.t.     |
| 10   | Josef Fuchs      | Sanson      | s.t.     |